# Ringnyckel

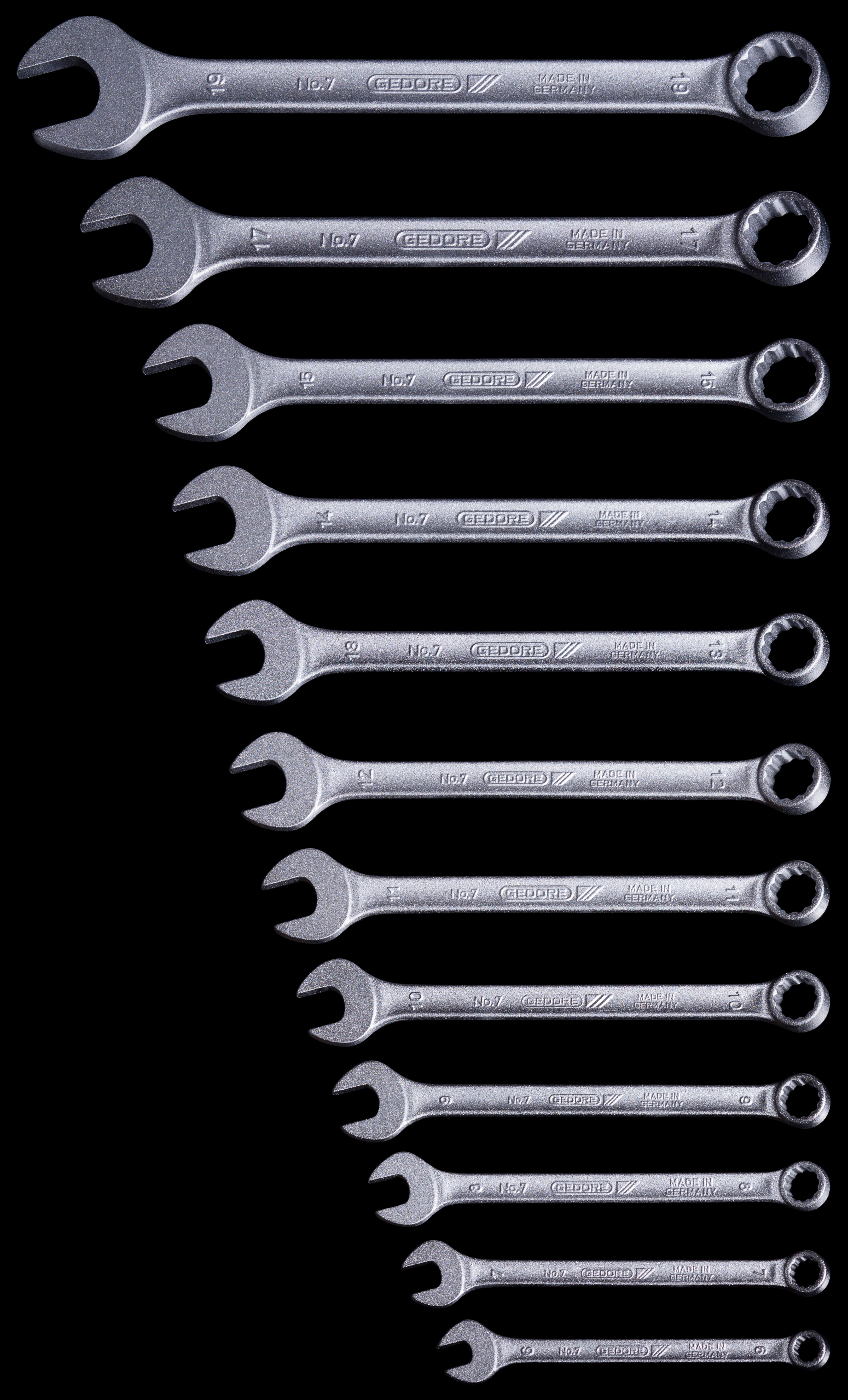
Metriska ringnycklar med en öppen ände

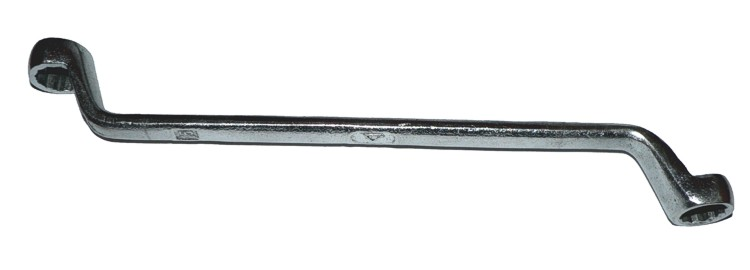
Ringnyckel med två slutna ändar

Ringnyckel är en skruvnyckel med ring i ena eller båda ändarna och av olika storlek. Ringens insida har sex eller tolv uttag och passar på en sexkantig skruvskalle eller mutter. Versionen med tolv uttag kan sättas på skruvskallen på tolv olika sätt och behöver alltså kunna vridas endast 30° innan förflyttning till nytt tag, vilket är en fördel om vridrörelsen är begränsad av något hinder. Versionen med 6 uttag måste kunna vrida 60° för att ett nytt tag skall kunna tas.
En skruvnyckel kan också ha ringnyckel i ena änden och u-nyckel av samma storlek i andra änden.